# Paolo Pagani
Paolo Antonio Pagani,  auch Paolo Pagano, (* 22. September 1655 in Castello Valsolda; † 5. Mai 1716 in Mailand) war ein in Mailand und Venedig tätiger Maler des Barock. Pagani malte Historienbilder, Allegorien, großformatige Altarbilder und Fresken.

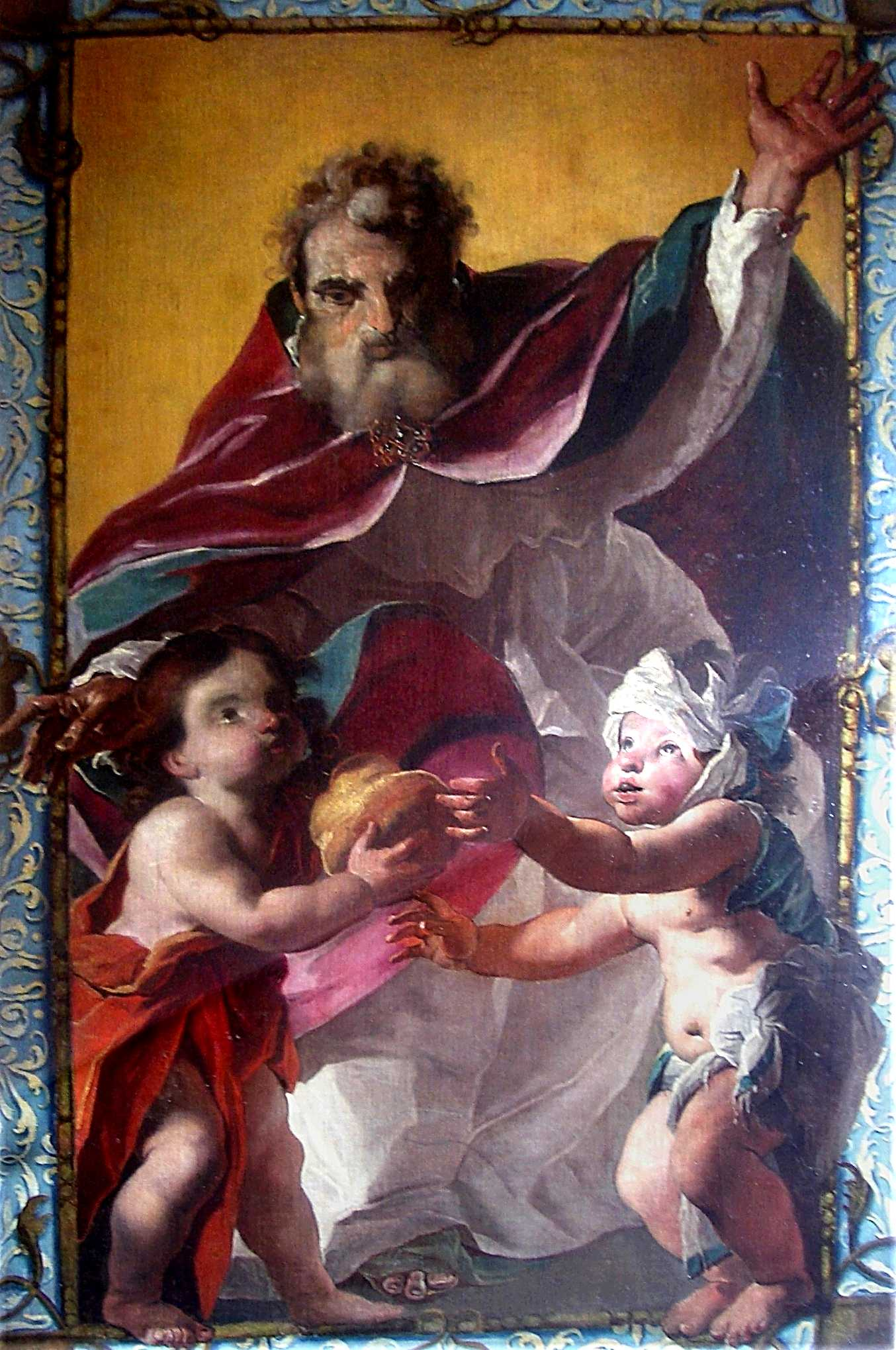
Allegorie der Eucharistie, Museo Casa Pagani, Castello Valsolda

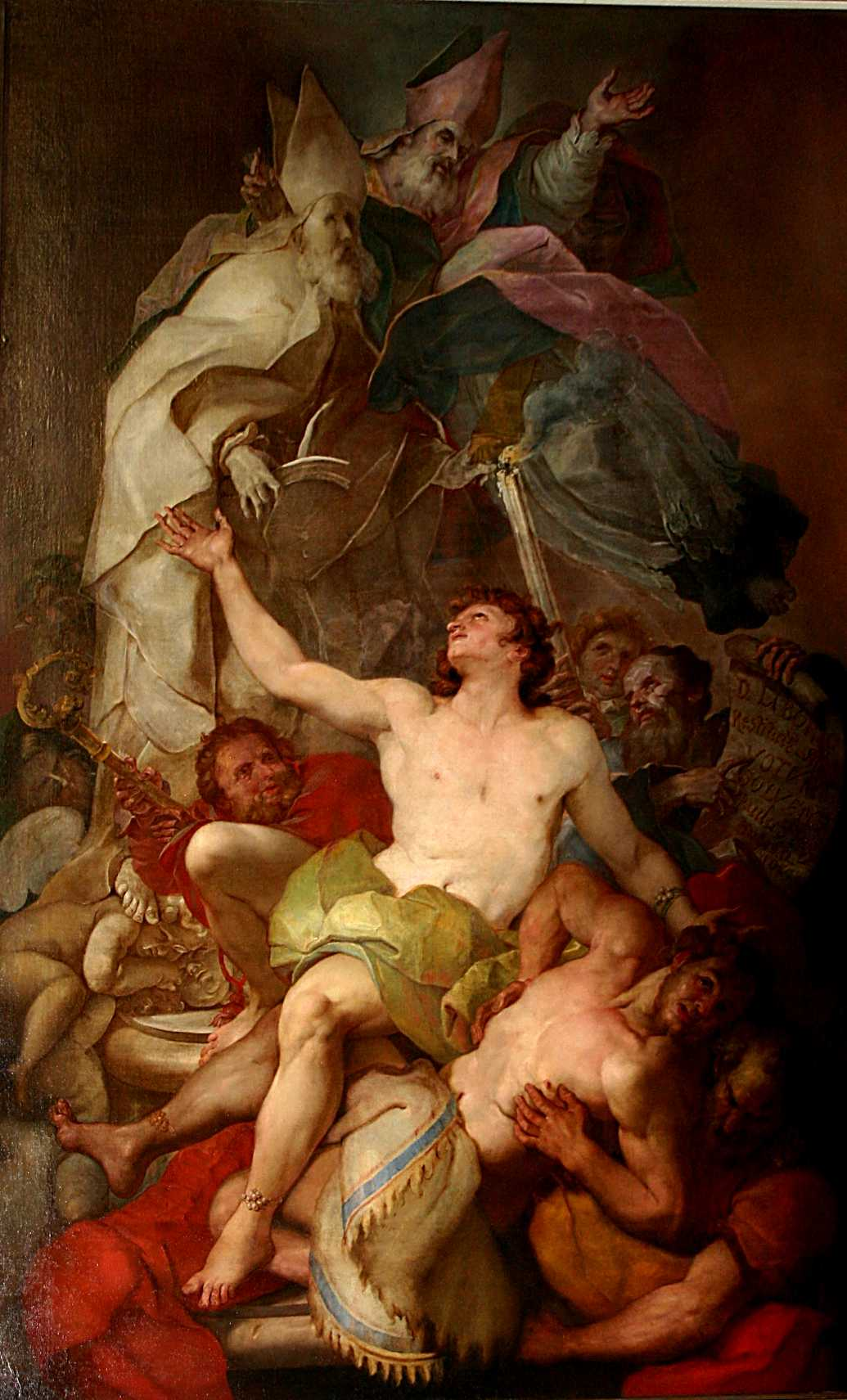
Der hl. Liborius heilt einen Kranken, Kirche San Marco, Mailand

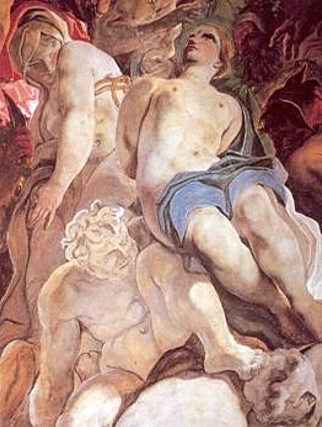
Detail aus einem Fresko in der Kirche San Martin in Castello Valsolda

## Biographie
Paolo Antonio Pagani wurde als Sohn von Angelo Antonio Pagani und Maddalena Paracca in Castello Valsolda geboren. Über die frühen Jahre, des aus einer Familie von Architekten, Bildhauern und Steinmetzen stammenden Pagani, ist wenig bekannt. Vermutlich erhielt er seine Ausbildung in Venedig. In der Lagunenstadt war er seit 1667 ansässig. In Venedig erhielt er 1675 den Auftrag, für den Palazzo Molin ein „Martyrium des Hl. Erasmus“ zu malen, heute in der Galleria nazionale di palazzo Spinola in Genua ausgestellt. Sein Schüler war der junge Maler Giovanni Antonio Pellegrini. 1680 fertigte er eine Serie von Radierungen nach Bildern des Malers und Kupferstechers Giuseppe Diamantini an.
Im Jahr 1692 erhielt er vom Fürstbischof von Olmütz Karl II. von Liechtenstein-Kastelkorn den Auftrag, einen Saal seiner Residenz in Kroměříž in Mähren mit Fresken auszumalen, die aber 1752 bei einem Brand vernichtet wurden. Auch seine Fresken in der Kirche des Klosters Vehlerad in Mähren sind nicht mehr erhalten.
Pagani war verheiratet und hatte zwei Söhne, die beide in Mailand geboren sind, Angelo Antonio (* 1694) und Guglielmo Pietro (* 1697). Er verstarb 1716 in Mailand und wurde in der Kirche Santa Maria del Giardino in der Nähe der Mailänder Scala beigesetzt.

## Werke
Nur recht wenige Werke Paganis haben sich erhalten, andere konnten ihm nicht zweifelsfrei zugeschrieben werden.
Paganis Bilder zeichnen sich aus durch eine dynamische Auffassung des menschlichen Körpers, dramatische Bildkomposition, naturalistisch wiedergegebenen Details und eine virtuose, an Caravaggio geschulte Lichtführung.
- Der Heilige Hieronymus, um 1685/1690, Liechtenstein Museum
- Der Hl. Liborius heilt einen Kranken, 1617, Kirche San Marco in Mailand
- Allegorie der Eucharistie, Museo Casa Paolo Pagani Castello Valsolda

In der Gemäldegalerie Alte Meister Dresden:
- Die büßende Magdalena, Öl auf Leinwand, H114,5 × B149 cm

Im Herzog-Anton-Ulrich Museum Braunschweig:
- Zwei Pedants, je Öl auf Leinwand, H200 × B227 cm
  - Simson und Delila
  - Die Gefangennahme Simsons
- Die Beweinung Abels, Öl auf Leinwand, H127 × B175 cm

## Museo Casa Paolo Pagani
2008 wurde im ehemaligen Geburts- und Wohnhaus in Valsolda – einem barocken Palazzo – das Museo Casa Paolo Pagani eingerichtet. Ein Schwerpunkt des Museums ist die Dokumentation der Tätigkeit von Bildhauern, Maler und Architekten aus Valsolda, die vor allem im Zeitalter des Barock und des Rokoko europaweit tätig waren.